# Paul Channon
Henry Paul Guinness Channon Barón Kelvedon, más conocido como Paul Channon fue un político británico, Se desempeñó en varios cargos ministeriales y fue ministro del gabinete durante 3 años y medio, como Presidente de la Junta de Comercio y Secretario de Estado de Comercio e Industria de enero de 1986 a junio de 1987, y luego Secretario de Estado de Transportes hasta julio de 1989.

## Biografía
Nació el 9 de octubre de 1935 en Londres aunque emigró a Estados Unidos debido a la Segunda Guerra Mundial.
Pertenecía a la familia Guinness por parte de madre y su padre (Henry Channon) era un político multimillonario. 
Fue miembro del Partido Conservador desde 1959.
Fue durante 10 meses secretario de Estado para Irlanda del norte, de hecho su casa de Londres serviría para acoger una reunión secreta entre el secretario para Irlanda del Norte, William Whitelaw, y el IRA. 
Durante el gobierno de Margaret Thatcher fue nombrado ministro de Arte y Cultura en 1981 y, dos años más tarde, en ministro de Comercio. 
John Major le concedería un título de nobleza en 1997.
Falleció el 27 de enero de 2007.
- Datos: Q3069915